# The Talisman
The Talisman (O Talismã) é um romance publicado em 1983, escrito por Stephen King e Peter Straub. Não é uma releitura da obra O Talismã, de Walter Scott, apesar de haver uma pequena referência a "um romance de Sir Walter Scott". Foi indicado para o Locus Award e o World Fantasy Award em 1985.

## Enredo
O livro narra as aventuras de Jack Sawyer, um garoto de 12 anos que, para salvar a vida de sua mãe (que está com câncer), parte numa jornada de costa a costa dos Estados Unidos procurando um artefato chamado ‘O Talismã’.
O interessante no livro é a existência de um mundo paralelo ao nosso, chamado de ‘Os Territórios’ - um estranho mundo fantástico em que as personagens têm ‘Duplos’.
Apesar de conter traços característicos dos dois autores, o estilo de Straub se sobressai nesse livro, temperado pelas descrições psicológicas do mestre King. Existe uma sequência para o livro, Black House, ou Casa Negra, em que Jack está 20 anos mais velho e tenta solucionar uma série de assassinatos.

## Adaptações
O Talismã foi adaptado para um curta-metragem de 2008 e uma graphic novel muito parecida. A primeira edição foi publicada em outubro de 2009. A Del Rey Books planejava publicar "pelo menos 24 edições", porém apenas seis edições foram publicadas.
Uma versão de longa-metragem está em planejamento há décadas e atualmente está em desenvolvimento pela Amblin Partners e pela The Kennedy/Marshall Company, com um roteiro de Chris Sparling.